# 高雄檢糖支所

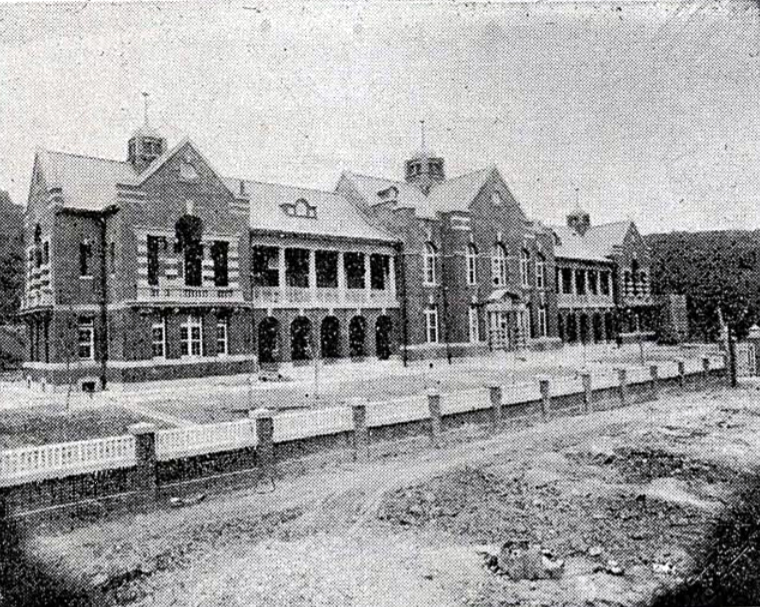
高雄檢糖支所

22°37′51″N 120°16′45″E / 22.630777°N 120.279048°E高雄檢糖支所為台灣日治時期的負責分析和檢驗砂糖的行政單位，隸屬於臺灣總督府中央研究所，位於高雄市山下町二丁目。高雄檢糖支所的前身為1912年成立的殖產局檢糖所，1919年改隸於總督府研究所，1921年更名為高雄檢糖支所。其在1932年併入臺灣糖業試驗所，而廳舍在之後轉由台南地方法院高雄支部使用，其在二戰後由高雄看守所使用，在1990年代被拆除。

## 沿革
台灣日治時期由於砂糖產量大幅提升，需要標準的糖度檢驗機構，以減少砂糖買賣的糾紛。此業務最初由臨時臺灣糖務局在1911年設立的高雄出張所負責。但糖務局於1911年底即裁撤，改隸至殖產局糖務課；台灣總督府在1912年4月10日在臺南廳打狗設立「殖產局檢糖所」，總督府技師吉川藤左衛門為首任所長，最初檢糖所的臨時廳舍借用了位於旗後街英國長老教會所有的家屋。檢糖所廳舍於1912年12月興建，位於山下町，於1913年11月竣工，同月24日將業務移至此地。檢糖所在1919年4月改隸於臺灣總督府研究所，成為中央的研究機構之一，而台灣總督府研究所在1921年8月2日改制為中央研究所，原研究所即更名為「中央研究所高雄檢糖支所」。1932年3月，中央研究所下的糖業相關部門獨立為「臺灣糖業試驗所」，高雄檢糖支所亦隨之裁併。

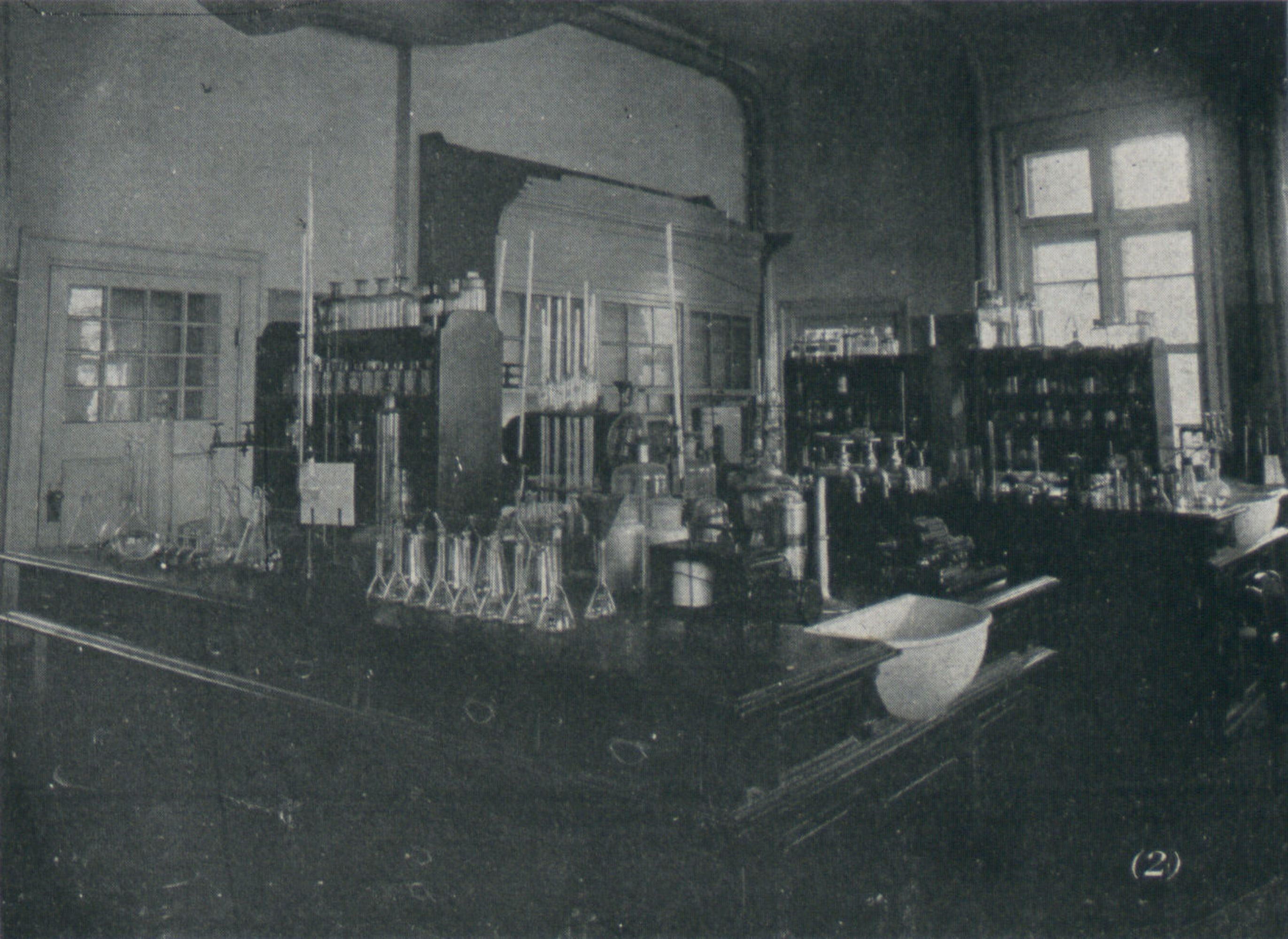
檢糖所廳舍內部

## 廳舍
高雄檢糖支所廳舍為一棟兩層樓的建築，臺南地方法院高雄出張所自1933年3月15日改制為臺南地方法院高雄支部，其法院廳舍由入船町二丁目遷至山下町二丁目的原高雄檢糖支所的廳舍。此建築在戰後由高雄看守所使用，高雄看守所在1986年遷至燕巢後，建築在1990年代拆除。其原位於鼓山一路161巷底，現為住宅大樓。